# Christian Garín
Christian Ignacio Garín Medone (Arica, Chile; 30 de mayo de 1996), conocido deportivamente como Cristian Garin, es un tenista chileno. En el Circuito de la ATP individual, ha ganado un título ATP 500: en Río 2020 y cuatro títulos ATP 250: en Houston 2019, Múnich 2019, Córdoba 2020 y Santiago 2021. En torneos de Grand Slam su mejor resultado es alcanzar los cuartos de final en Wimbledon 2022, mientras que en torneos Masters 1000 ha alcanzado los cuartos de final en tres ocasiones; Paris 2019, Madrid 2021 y Roma 2022.
Su mejor puesto en la Clasificación de la ATP individual ha sido el 17.º, y en dobles, el 247.º en septiembre de 2021.
Representando a Chile, ganó la Copa Mundial de Tenis Juvenil en 2010 y ha sido el «chileno más joven en debutar en la Copa Davis» con 16 años y 3 meses en 2012. En 2013, obtuvo el Torneo de Roland Garros juvenil y se convirtió en el «chileno más joven en ganar un partido de la ATP» con 16 años y 8 meses. Ha sido el «chileno mejor clasificado de la ATP» en las temporadas de 2016, 2019, 2020 y 2021. Según el mejor ranking alcanzado es el séptimo mejor singlista chileno en la Era Abierta, por detrás de Marcelo Ríos, Fernando González, Nicolás Massú, Hans Gildemeister, Jaime Fillol y Nicolás Jarry.

## Trayectoria deportiva
Los jugadores mejor clasificados que ha vencido son Alexander Zverev (3.º) en el Torneo de Múnich de 2019 en Alemania y Daniil Medvédev (3.º) en el Masters de Madrid de 2021 en España. Entre sus victorias más importantes en el circuito ATP se encuentran las obtenidas ante tenistas como Daniil Medvédev, Alexander Zverev, Stan Wawrinka, Dominic Thiem, Marin Čilić, Casper Ruud, Kei Nishikori,  Taylor Fritz, Matteo Berrettini, Félix Auger-Aliassime, Fernando Verdasco, Diego Schwartzman, John Isner, Jack Sock,  Denis Shapovalov, Sam Querrey, Borna Ćorić, y Alex de Minaur.

### Etapa juvenil
Es hijo de Sergio Christian Garín d'Alençon y de Anna Claudia Medone Solari, y tiene un hermano menor llamado Sebastián. Nacido en la ciudad de Arica, desde pequeño lucía las ganas de ser tenista, desde los 3 años ya se acercaba junto a sus padres a las canchas de tenis. Se inició como tenista en la academia T1, dirigida por Marcos Colignon y Luis Guzmán, ubicada en Santiago. Ahí comparte con otros tenistas como Cristóbal Saavedra, Guillermo Rivera y Gonzalo Lama, entre otros.
Fue campeón de la Copa Mundial de Tenis Junior (sub-14) en 2010 junto con Bastián Malla y Sebastián Santibáñez. Los chilenos vencieron 2-1 a Italia en la final. Durante el campeonato Mundial Junior de 2010, fue entrenado por Walter Grinovero.
Con tan solo 14 años, Garín conquista su primer título en juniors al ganar el Pascuas Bowl, torneo paraguayo de Grado 5. En la final, Christian Garín enfrentó al uruguayo Rodrigo Senattore, derrotándolo por un doble 6-1. Con dicho resultado, Garín obtuvo puntos que lo hacían debutar en el ranking mundial juvenil, posicionándolo alrededor del número 800. Además, participó en la Copa Davis Junior (sub-16), obteniendo el octavo lugar junto a Guillermo Núñez y nuevamente junto a Sebastián Santibáñez.
A fines de 2012, Garín y Nicolás Jarry conquistaron tres torneos consecutivos en dobles, en la categoría juvenil. El primer título correspondió al torneo de Yucatán en México, el segundo, al del torneo Eddie Herr en Florida y el tercero al del tradicional torneo Orange Bowl en Miami. En este último torneo, los tenistas chilenos, se impusieron al binomio compuesto por el lituano Lukas Mugevicius y el ruso Alexander Vasilenko por parciales de 6-2 y 7-6.
Garín inicia su año en juveniles perdiendo en tercera ronda del Australian Open Junior frente al italiano Filippo Baldi por 3-6 5-7. Luego de su victoria ante Dušan Lajović en el Torneo de Viña del Mar 2013, campeonato de categoría ATP 250, los medios chilenos especularon con la posibilidad de que Garín adelantara su ingreso al profesionalismo, dado que su ranking en ese momento, le permitía ser sembrado en algunos futures y entrar sin complicaciones a las qualys de los Challengers.
El 8 de junio, Garín ganó con 17 años la final del torneo Roland Garros Junior, derrotando por 6-4 y 6-1 al jugador alemán Alexander Zverev. Además, disputa la final del dobles junior con su compatriota Nicolás Jarry.

### Carrera profesional

#### 2012
Garín comienza de gran forma su año entrando al ranking ATP tras vencer al colombiano Mantilla en el Futuro Chile 2, donde caería eliminado en octavos de final, misma ronda que alcanzaría semanas después en los Futuros Chile 3 y 4. En marzo, toma parte del Challenger de Providencia gracias a una invitación, cayendo eliminado en primera ronda ante el brasileño Fernando Romboli, en un apretado partido que se definió en el tercer set.
Ya en octubre, durante la disputa del Futuro Chile 10, en la ciudad de Villa Alemana, Christian Garín alcanza por primera vez cuartos de final en un torneo profesional.
Unos días después, en su segunda participación consecutiva en este tipo de torneos, Garín superaría su anterior marca, llegando a semifinales en un torneo profesional. En el Estadio Palestino, en Santiago, se disputó el torneo Futuro Chile 11, cayendo derrotado en semifinales ante Guillermo Rivera por un doble 6-3. A pesar de la derrota, con este logro, Garín superó lo que hicieron a nivel profesional Marcelo Ríos, Nicolás Massú y Fernando González, estableciendo un hito de precocidad con 16 años y cinco meses.
Luego de alcanzar cuartos de final y semifinales de manera consecutiva, Garín ascendió 252 puestos en el ranking ATP, con ello logró instalarse dentro de los mil mejores tenistas del orbe, superando lo que había hecho Fernando González a su misma edad, quien con 16 años fue n.º 1268 del ranking. Cabe consignar, eso sí, que Nicolás Massú alcanzó el top 1000 al ubicarse en la 996.ª casilla, con 15 años.
Garín finalizaría la temporada 2012 en el 923.º puesto del ranking ATP.

#### 2013

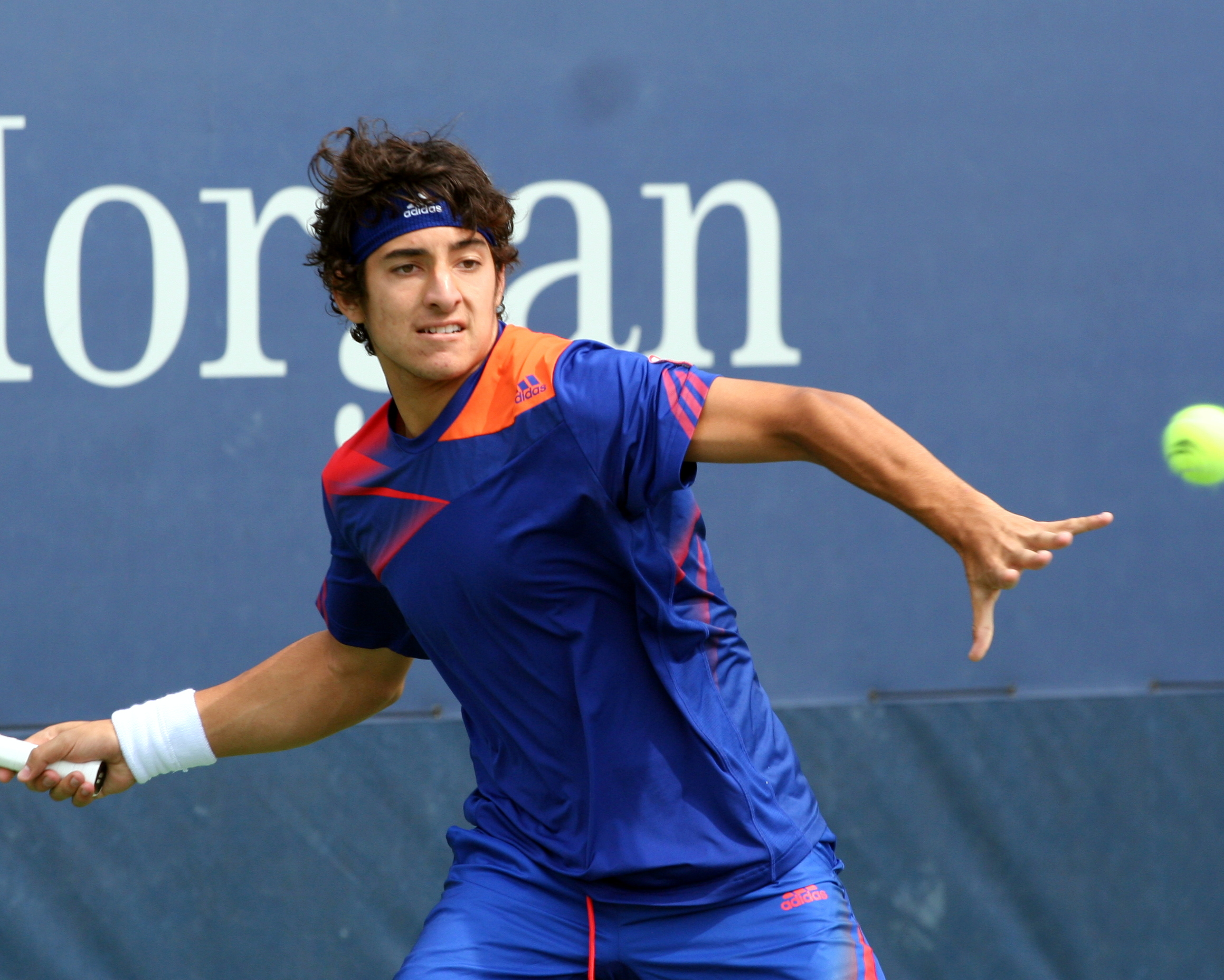
Garín en sus inicios como profesional en 2013

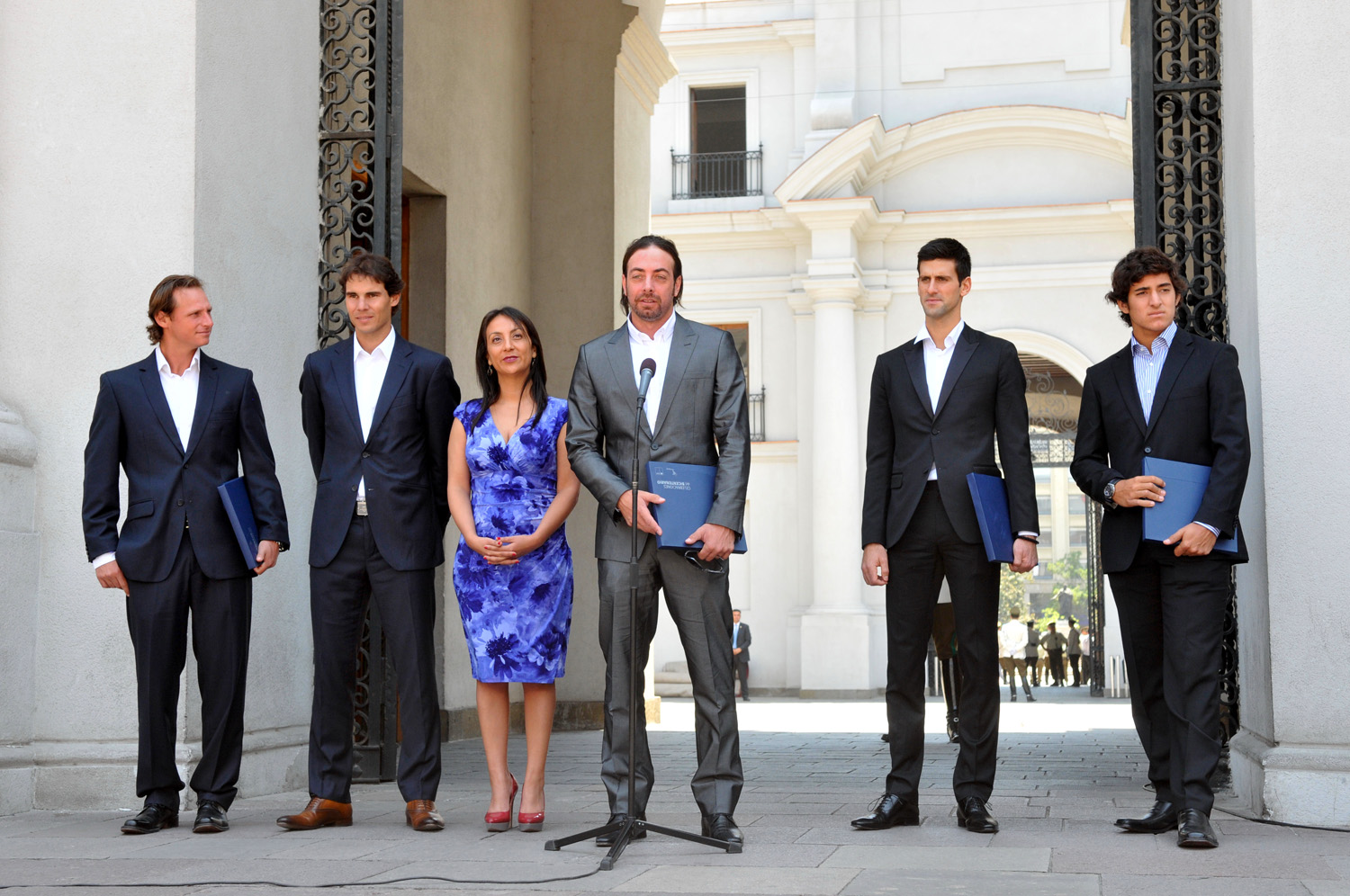
Garín acompañando a Nicolás Massú en su retiro del tenis, junto a leyendas como Novak Djokovic, Rafael Nadal, y David Nalbandian, además de la ministra del deporte Cecilia Pérez Jara, en el Palacio de la Moneda.

Recibió una invitación para participar en el Torneo ATP de Viña del Mar, donde tuvo el privilegio de entrenar junto a Rafael Nadal —en su vuelta a circuito luego de 7 meses de inactividad—. En primera ronda derrotó al serbio Dusan Lajović (n.º 166 del ranking ATP al momento de la derrota) por 6-3 y 6-4, siendo su primera victoria en un partido ATP. Con este triunfo, se transformó en el tenista chileno más joven de la historia en ganar un partido ATP, con tan solo 16 años, 8 meses y 6 días. En segunda ronda enfrentó al francés Jeremy Chardy, cuartofinalista del Australian Open 2013 y n.º 25 del mundo, cayendo derrotado por parciales de 6-4, 3-6 y 2-6.
Posteriormente, recibe una invitación al Challenger de Providencia 2013 que se realiza en Santiago en marzo, donde consiguió su primera victoria en un torneo Challenger tras vencer a Matías Sborowitz por 6-3 y 6-2. Sin embargo, no lograría seguir avanzando al ser derrotado por el holandés Thiemo de Bakker en octavos de final.
Luego de esto juega una serie de futuros en Chile, llegando a segunda ronda en dos de ellos y alcanzando la final en el tercero, cayendo ante el australiano James Duckworth. A continuación parte a Europa, consiguiendo buenos resultados. Posteriormente vuelve a Sudamérica, donde alcanza sus primeros cuartos de final en un Challenger, en el torneo de Río de Janeiro.
Luego, cerraría el año con la gira de Challengers por Sudamérica, alcanzando la primera ronda en San Juan y llegando a cuartos de final en Lima. De esta forma, Garín se asegura terminar el 2013 dentro de los 400 mejores tenistas del orbe.

### Primeros títulos Challenger (2014-2017)

#### 2014
En febrero de 2014, recibe una Wildcard para jugar el ATP 250 Viña del Mar realizado en su país, donde enfrentaría en primera ronda al francés Jérémy Chardy cayendo por parciales de 7-5 y 6-0.
Luego, llegaría hasta el cuadro principal del ATP 250 de Buenos Aires luego de superar las clasificaciones, perdiendo ante el italiano Filippo Volandri, cayendo por 5-7, 6-0, 6-3 en una hora y 55 minutos en primera ronda.
El 20 de abril se consagró campeón del Challenger de Santiago 2014 en la modalidad de Dobles junto con Nicolás Jarry en el dobles tras la no presentación de Hans Podlipnik y Jorge Aguilar.
Finaliza el año ganando el Futuro 20 de Argentina ante Grzegorz Panfil, logrando ascender al 268.º puesto del Ranking ATP.

#### 2015
En febrero de 2015, en el Challenger de Santo Domingo 2015, en República Dominicana, Garín alcanzaría las semifinales al vencer en primera ronda a Gianni Mina por 7-6 y 6-3, después en octavos vence al argentino Horacio Zeballos (candidato a quedarse con el torneo) luego de salvar cuatro puntos de partido en contra, ganando 1-6, 7-6 y 7-6, después en cuartos vence al veterano austriaco Gerald Melzer por 6-2, 2-0 y abandono de este último para luego caer en semis ante el bosnio Damir Džumhur (campeón del torneo) por 6-1 y 6-3.
En junio llega a la final del Challenger de Milán en el dobles junto a su compatriota Juan Carlos Sáez cayendo ante los crotas Nikola Mektic y Antonio Sancic por 6-3 y 6-4.
Luego de una primera mitad de año con resultados oscilantes, Christian logra uno de sus mayores triunfos al derrotar al argentino Carlos Berlocq en el challenger de Manerbio, Italia, en agosto.
En el Challenger de Montevideo logra ganarle a un jugador entre los Top 100 por primera vez, al británico Kyle Edmund 99°, alcanzando los cuartos de final del torneo.
Finalizó el año en el puesto 276.º.
Así mismo, derrotó antes de los 20 años a tenistas importantes tales como Carlos Berlocq, Horacio Zeballos, Máximo González, Diego Schwartzman, Martín Alund, Flavio Cipolla, Nicolás Jarry, James Ward, Kyle Edmund, Kenny de Schepper, Rogerio Dutra Silva, Dušan Lajović, Andrej Martin, Florian Mayer, Borna Ćorić, Alexander Zverev, y Pere Riba. Por tales logros fue considerado la gran promesa del tenis chileno.

#### 2016
Perdió por segundo año consecutivo en la primera ronda del Challenger de Santiago 2016 ante el veterano de 38 años Rubén Ramírez Hidalgo en tres sets.
En octubre logró ganar su primer torneo de categoría Challenger en el Challenger de Lima tras vencer a Guido Andreozzi por 3-6, 7-5 y 7-6(3) en la final, e ingresando al Top 200 del ranking ATP por primera vez. Simultáneamente, se transformó en el n.º 1 de Chile.
En noviembre logró una de las victorias más importantes de su carrera al derrotar al español, n.º 44 del ranking ATP y ex n.º 9, Nicolás Almagro en el Challenger de Montevideo, alcanzando las semifinales.

#### 2017

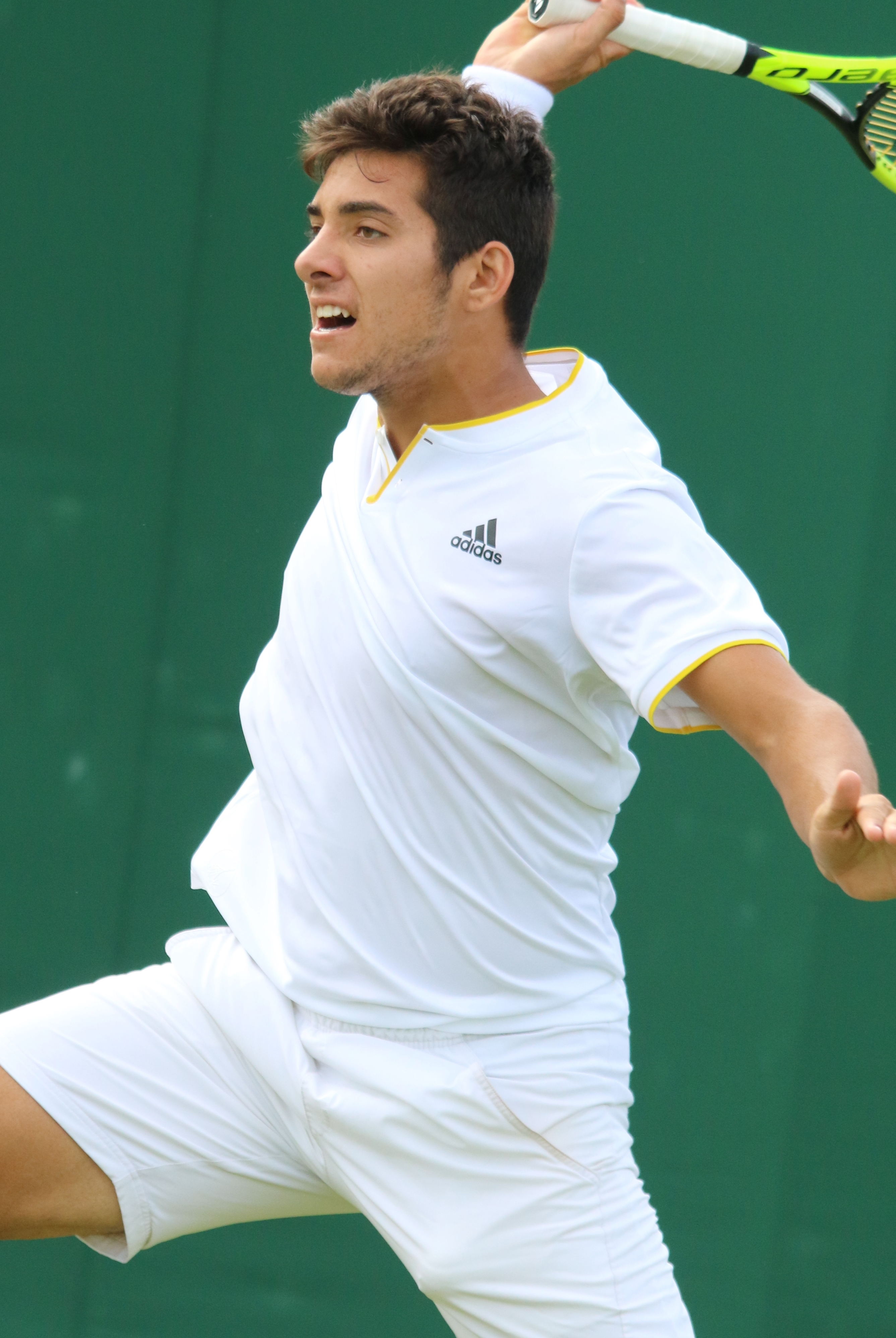
Garín en Wimbledon 2017

Garín tiene un mal año, solo logra alcanzar una semifinal en el Challenger de Bangkok 2, y lo más destacado clasificar a Wimbledon 2017, donde perdió en 4 sets ante Jack Sock en primera ronda. Finalizó el año en el puesto 305, luego de haber estado 187 en febrero.

### 2018: Ingreso al Top 100

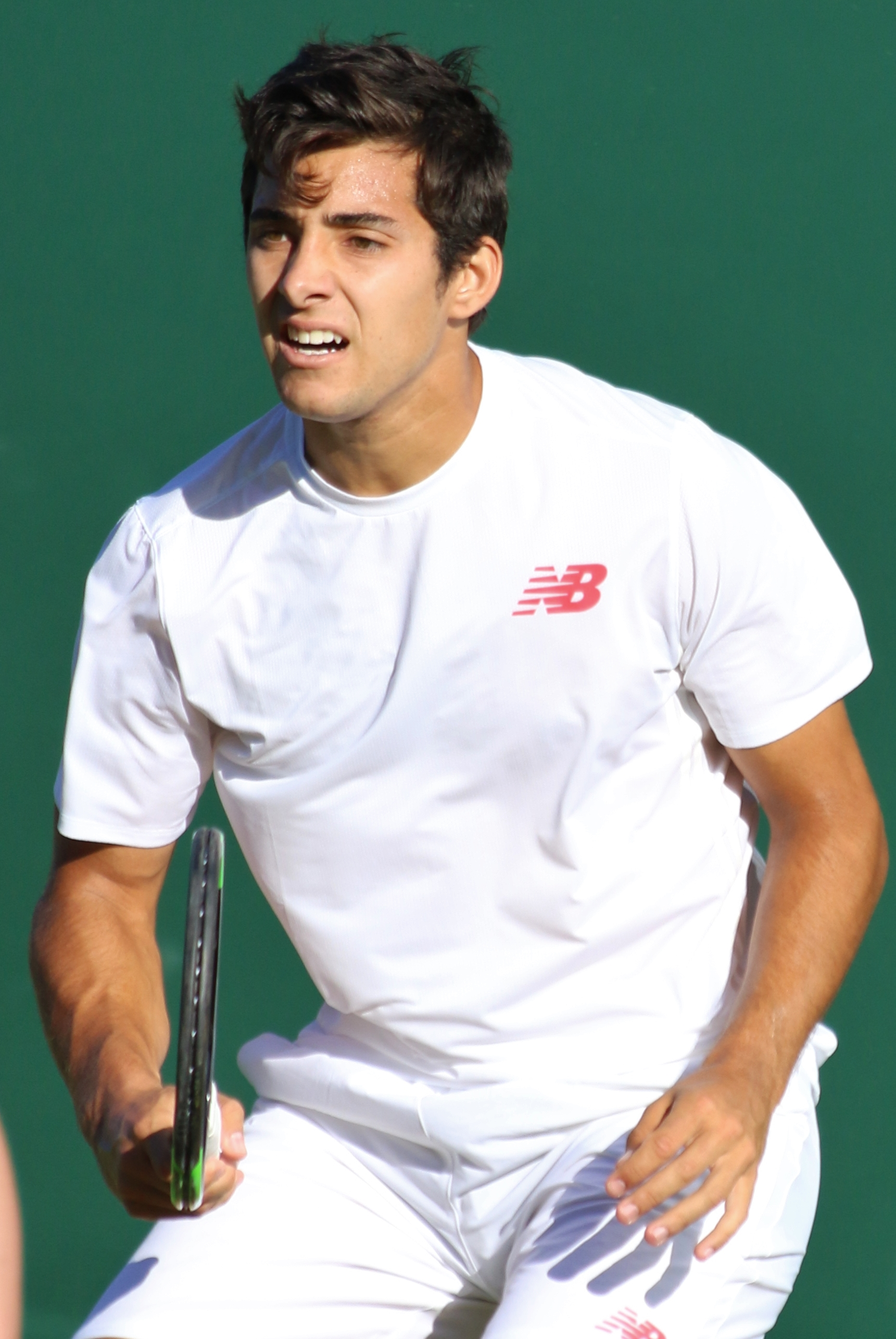
En Wimbledon 2018

Esta temporada Garin tuvo la asesoría del estadounidense Larry Stefanki, alcanzó la madurez mental y física con 22 años de edad, y despegó. Llegó a la final en dos torneos Challenger de Europa y ganó tres en Latinoamérica, comenzando bajo el puesto 300 de la clasificación ATP y terminando sobre el 100. En el Challenger de Newport 2018 logra llegar hasta semifinales al derrotar a Tommy Paul, Bjorn Fratangelo y Darian King, y perder con Bradley Klahn. En el Challenger de Morelos derrota a Marinko Matosevic ex 39° en primera ronda, luego a Evan King en octavos de final, y a Dimitry Popko en cuartos, y gracias al retiro de Thanasi Kokkinakis enfrentó a Dennis Novikov en su primera final del año, siendo derrotado. En el Challenger de Punta del Este le gana a Miljan Zekić, en primera ronda y a Carlos Taberner en octavos de final, y cae ante Guido Andreozzi en cuartos de final. Esta gira de verano le permitió a Garín recuperarse en el ranking, desde el puesto 373 el 15 de enero, hasta el puesto 232 el 5 de marzo. En el Challenger de Santiago enfrentó en octavos de final al veterano ex No.5 del ranking Tommy Robredo, perdiendo en tres sets. Garín sufrió molestias en el tobillo durante el partido lo que posteriormente se confirmaría como un esguince. En el Challenger de Guadalupe logra derrotar al n.º 187 Viktor Galović en primera ronda, y a la joven promesa Stefanos Tsitsipas n.º 70 del ranking en dos sets. En cuartos de final derrotó a John Patrick Smith alcanzando las semifinales donde fue derrotado por Dušan Lajović en sets corridos. En el Challenger de Tallahassee derrota a Evan King, en primera ronda y a Guilherme Clezar en segunda, posteriormente fue derrotado por segunda vez este año por Noah Rubin. En el Challenger de Savannah logra derrotar a Donald Young en primera ronda, transformándose en una de sus mejores victorias. En el challenger de Lisboa derrota a Juan Pablo Ficovich, Jaume Munar, al n.º 84 del ranking Taro Daniel, y a Pedro Sousa en semifinales, alcanzando su segunda final del año ante el legendario Tommy Robredo. Pese a la derrota en 3 sets en la final, Garín alcanza su mejor ranking en el puesto 173. Garín se clasifica a Wimbledon por segundo año consecutivo sin embargo pierde en primera ronda ante el francés Adrian Mannarino. En el Challenger de Como en Italia Garín logra la tercera final del año siendo derrotado por Salvatore Caruso en la final. A partir de octubre logró victorias consecutivas en el Challenger de Campinas, Brasil, derrotando a Federico Delbonis en la final, en Challenger de Santo Domingo en República Dominicana también ante Delbonis, y en el Challenger de Lima, Perú, derrotando a Pedro Sousa en la final y acumulando 15 victorias consecutivas y entrando al Top 100 por primera vez el 29 de octubre en el puesto 89. Dentro de su racha de 15 victorias derrotó a tenistas latinoamericanos Top 100 como Alejandro González, Facundo Bagnis, Juan Ignacio Lóndero, Renzo Olivo, Carlos Berlocq, Hugo Dellien, Thiago Monteiro además de Federico Delbonis en dos finales. Dando así por cerrada la temporada 2018 y finalizando el ranking en el 85.º puesto. Se ubicó entre los Top 100 en octubre de 2018 a los 22 años y 4 meses, luego de ganar tres títulos Challenger consecutivos, y entre los Top 50 luego de ganar su primer título ATP 250, seis meses después.

### 2019: Primeros títulos ATP en Houston y Múnich, y cuartos de final en Masters 1000

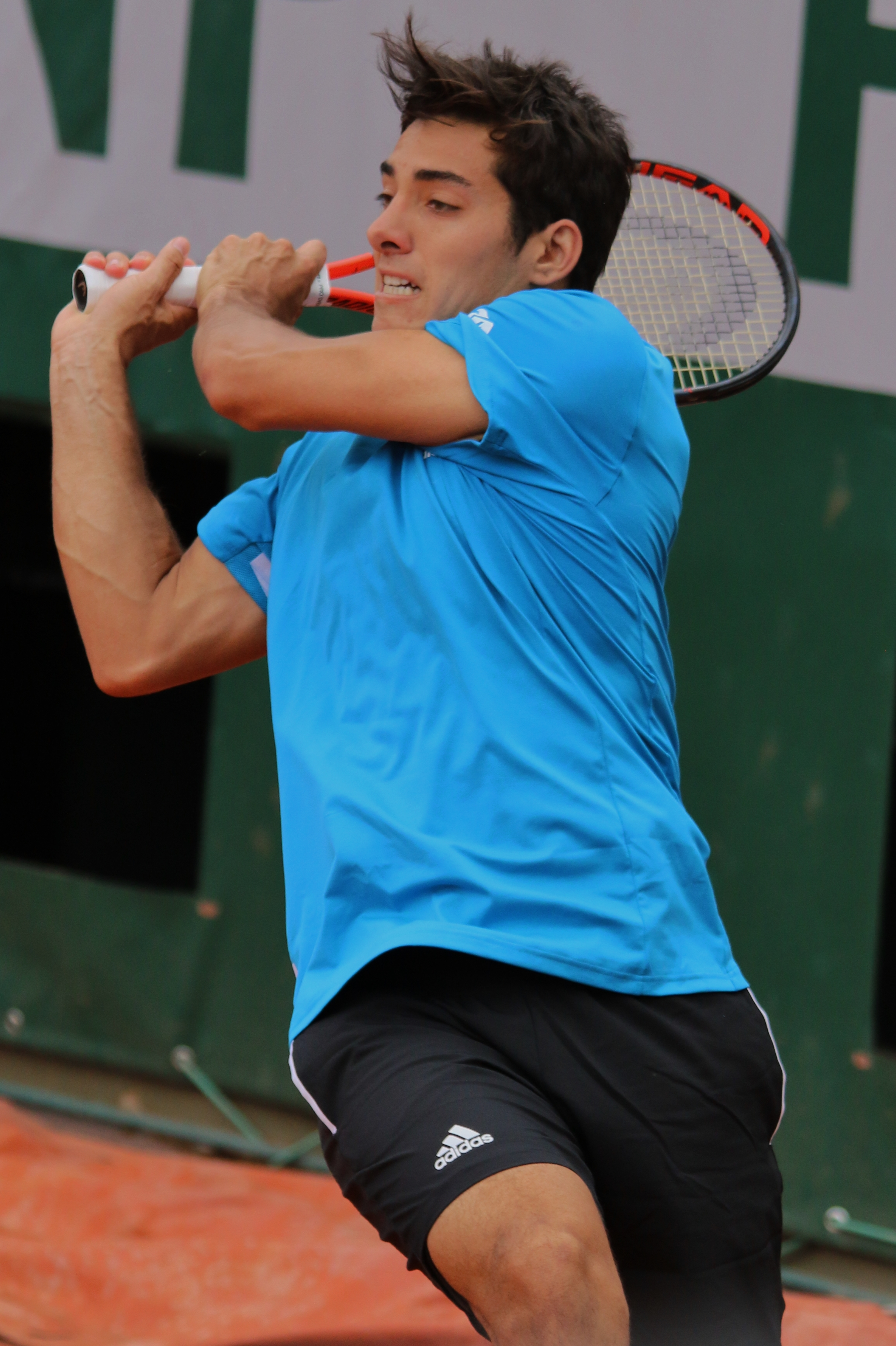
En Roland Garros 2019

Comenzó la temporada clasificándose por primera vez de forma directa a un Grand Slam. Enfrentó en primera ronda del Abierto de Australia al ex n.º 7 David Goffin cayendo inapelablemente en tres sets. Participa en la gira latinoamericana de polvo de ladrillo superando a la promesa canadiense Félix Auger-Aliassime en primera ronda del Torneo de Buenos Aires y luego perdiendo ante el eventual campeón Marco Cecchinato. En Río de Janeiro logra su primera victoria en torneos ATP 500 ante Maximilian Marterer y luego pierde ante el ya conocido Auger-Aliassime. En el torneo de Sao Pablo logra alcanzar sus primeros cuartos de final al derrotar a Pedro Sousa en primera ronda, y a Jaume Munar en 3 apretados sets en octavos,  transformándose así en el nuevo número uno de Chile, tras la mala racha de Jarry. En cuartos derrota a Leonardo Mayer, y en semifinales se enfrentó al noruego Casper Ruud a quién derrotó con un doble 6-4 instalándose en su primera final de un torneo ATP 250. Enfrentó al argentino Guido Pella (59 del ranking) siendo derrotado en sets corridos. En el Torneo de Houston derrotó a Pablo Cuevas, Jeremy Chardy, Henri Laaksonen, Sam Querrey, y en la final a Casper Ruud, logrando así su primer título ATP 250. Con este logro termina la sequía de 10 años sin que un tenista chileno ganara un título ATP, y además se mete entre los primeros 50 del ranking ATP, en el puesto 47°, derrotando a dos ex Top 20 en el trayecto. Debido a que estaba jugando la semifinal y la final del Torneo de Houston no pudo jugar las clasificatorias para el ATP Masters 1000 de Monte Carlo que se jugó la semana siguiente al Torneo de Houston. Tras esa semana de descanso y debido a su ranking ATP, ingresa en el cuadro directo para jugar el Torneo ATP 500 Conde de Godó Barcelona Open, perdiendo en tercera ronda contra el español Roberto Carballés por 4-6 y 62-7, superando previamente en primera ronda al eslovaco Martin Kližan y en segunda ronda al canadiense Denis Shapovalov
Luego de un trofeo ATP y un bueno torneo en Barcelona, a la siguiente semana, Christian Garín debutó en el ATP 250 de Múnich. En octavos, se enfrentó al sexto cabeza de serie del torneo, el trasandino Diego Schwartzman ganándole con una trabajada victoria por 6-1 y 7-5. En cuartos, se enfrentó contra el .er mejor del mundo (en ese momento) y primer cabeza de serie del torneo, el alemán Alexander Zverev, Christian Garín superándolo en una esforzada y gran victoria en tres sets por 6-4, 5-7 y 7-5. En semis enfrentó al italiano Marco Cecchinato ganándole sin complicaciones en dos sets por 6-2 y 6-4.
En la gran final se enfrentó a Matteo Berrettini superándolo por 6-1, 3-6 y 7-5; consagrándose campeón del Torneo de Múnich y logrando su segundo título ATP.
En Roland Garros logra su primera victoria en un Grand Slam después de derrotar a Reilly Opelka por un 7-6 7-5 7-6, Sin embargo, luego perdería con Stan Wawrinka inapelablemente en sets corridos.
Llegaría su primera temporada ATP en hierba llegando a cuartos de final en el ATP de S' Hertogensbosch donde quedaría eliminado por Borna Ćorić por un 6-7 6-3 7-6. 
Después tendría una racha de 5 primeras rondas perdidas, incluido Wimbledon donde quedaría eliminado por Andréi Rubliov. 
Jugaría su primer Masters 1000 en el Masters de Canadá donde llega a tercera ronda, eliminando a jugadores como Laslo Djere y John Isner, quedando eliminado con el después finalista del torneo y del Abierto de los Estados Unidos, Daniil Medvédev. 
En la siguiente semana llegaría a jugar el Masters de Cincinnati, donde quedaría eliminado en primera ronda por el francés Adrian Mannarino por un 6-4 6-1.
Llegaría el Abierto de los Estados Unidos como el cabeza de serie n°31, en primera ronda derrotaría en 5 sets al estadounidense Christopher Eubanks, y quedaría eliminado en segunda, por el australiano Álex de Miñaur.
Conseguiría llegar a sus primeros cuartos de final en un torneo ATP en pista dura, en el ATP de Chengdú, donde quedaría eliminado por el campeón de ese torneo, el español Pablo Carreño.
Después juega el Masters de Shanghái donde derrotaría en primera ronda a Pablo Cuevas, para después quedar eliminado por el italiano n°11 del mundo, Matteo Berrettini.
Cerraría su gran año en el Masters de París llegando a sus primeros cuartos de final de un Masters 1000, derrotando a Pablo Cuevas, John Isner y a Jérémy Chardy, quedaría eliminado por el búlgaro ex n°3 del mundo, Grigor Dimitrov.
Terminaría el año siendo el n°34 del mundo.

### 2020: Primer título ATP 500 y Top 20
Comenzaría el año, jugando el nuevo torneo llamado la ATP Cup donde juegas para representar a tu país, jugó contra jugadores como el ex 6 del mundo, Gael Monfils, ex 5 del mundo y finalista de Wimbledon 2018, Kevin Anderson y al serbio y n°2 del mundo (en ese momento), Novak Djokovic, ganador de 16 Grand Slams, lamentablemente para Garín, todas fueron derrotas.
Jugaría el primer Grand Slam de la temporada, el Abierto de Australia, ganando por 6-3 6-3 6-4 al italiano Stefano Travaglia. Perdería en segunda ronda, contra el ex 3 del mundo, el canadiense Milos Raonic. 
Recibiría un WC para jugar el ATP 250, Torneo de Córdoba 2020, donde sería el cabeza de serie n°3, derrotaría al húngaro Attila Balazs en segunda por un 6-3 6-0, en cuartos al uruguayo Pablo Cuevas por un 1-6 6-3 6-4, en semifinales derrotaría al eslovaco Andrej Martin por un 2-6 6-2 6-2, enfrentaría en la final al primer cabeza de serie y n°14 del mundo, el argentino Diego Schwartzman. Garin perdía el primer set por un 2-6, pero se recuperaría en el segundo set por un 6-4 y se llevaría su tercer título ATP en el tercer set por un inapelable 6-0.
Después de descansar una semana, jugaría el ATP 500, Torneo de Río de Janeiro 2020. Derrotaría en primera ronda al eslovaco, Andrej Martin en un apretado partido de 3 horas por un 4-6 7-5 7-6(5). 
En segunda ronda, derrotó al argentino Federico Delbonis por un resultado de 6-4 6-3. 
En cuartos de final, derrotó al argentino Federico Coria por un 2-6 6-3 7-5. En unas semis interrumpidas por lluvia, derrotaría al croata Borna Ćorić por un 6-4 7-5.
Jugaría la final contra la sorpresa del torneo, el italiano 128.º del mundo, Gianluca Mager. Ganaría su cuarto título ATP y el primero en categoría ATP 500 por un 7-6(3) 7-5.

### 2021: Título en Santiago y mejor ránking
El 14 de marzo de 2021 se coronó campeón en Chile en el torneo ATP 250 de Santiago, luego de derrotar en la final al argentino Facundo Bagnis por un marcador de 6-4, 6-7(3) y 7-5. De esta forma consiguió el quinto título ATP de su carrera y volvió a ubicarse dentro de los 20 mejores jugadores del circuito.
En el Masters de Montecarlo logra vencer a Felix Auger-Aliassime y a John Millman para caer frente a Stefanos Tsitsipas en octavos.
En el Masters de Madrid gana al veterano español Fernando Verdasco, luego a Dominik Koepfer, y en octavos derrota al número 3 del ránking Daniil Medvedev en tres sets para alcanzar los cuartos de final. En esta instancia fue derrotado por el italiano Matteo Berrettini.
Tuvo una positiva participación en los Grand Slams de Roland Garros y Wimbledon donde perdió en octavos de final de ambos torneos frente a Daniil Medvedev y Novak Djokovic respectivamente. Pero el resto de la temporada no logró conseguir más victorias consecutivas. 
En junio de 2021 consiguió clasificarse a los Juegos Olímpicos de Tokio 2020 debido a su Ranking ATP, sin embargo, días después de esto, Christian comunicó a través de sus redes sociales que no jugará en Tokio 2020. enfocándose en su participación en el ATP 250 de Bastad y el ATP 250 de Gstaad, siendo eliminado en cuartos de final en ambos torneos, sin sumar puntos para el ranking ATP.
Finalizó la temporada en el puesto número 17° de la clasificación ATP, la mejor de su carrera.

### 2022: Cuartos de final de Wimbledon y bajón en el ránking
Comienza el año perdiendo en primera ronda frente a su compatriota Alejandro Tabilo en el ATP de Santiago.
En el Torneo de Houston alcanza las semifinales tras derrotar Jack Sock, Jordan Thompson y Taylor Fritz, perdiendo con el veterano local John Isner.
En el Masters de Roma vence al local Francesco Passaro, luego al finés Emil Ruusuvuori y en octavos de final a Marin Čilić, para finalmente ser derrotado por Alexander Zverev en cuartos de final.
Tanto en el Abierto de Australia como en Roland Garros alcanza la tercera ronda, perdiendo con Gael Monfils y Andrey Rublev respectivamente, pero en Wimbledon alcanzó sus primeros cuartos de final en torneos de Grand Slam; venció a Elias Ymer, Hugo Grenier, Jenson Brooksby, y en un apretado encuentro a 5 sets, a Alex de Minaur. Finalmente perdió con el también australiano y finalista del torneo, Nick Kyrgios.
Pese al buen desempeño en Grand Slams y en el Masters de Roma, en el resto de los torneos no logra una buena participación por lo que su ránking cae y termina el año en el puesto 85.

### 2023: 100 victorias ATP
Comienza el año derrotando en primera ronda del Torneo de Santiago a Dominic Thiem, sin embargo cae en octavos de final frente al argentino Sebastián Báez.
En Indian Wells logra superar la clasificación y vencer al colombiano Daniel Galán, al japonés Yoshihito Nishioka, y al número 4 del mundo Casper Ruud en sets corridos, sin embargo pierde en octavos frente al español Alejandro Davidovich. En el Masters 100 de Miami logra superar nuevamente la clasificación y vences a Marcos Giron, y tomarse revancha de Sebastián Báez en segunda ronda, para luego caer ante el griego Stefanos Tsitsipas número 3° en tercera ronda.
En los Torneos ATP 250 de Múnich y Houston alcanza los cuartos de final, perdiendo ante Holger Rune y Tomás Etcheverry respectivamente. En Madrid y Roma alcanza la tercera ronda. Alcanza los octavos de final en Hamburgo donde pierde ante Casper Ruud, y de Tokio, donde es derrotado por el australiano Alexei Popyrin.
En torneos de Grand Slam sólo participa del cuadro principal del Abierto de Australia donde es derrotado por Sebastian Korda en primera ronda.

### 2024: Dos semifinales
Comienza el año con malos resultados, perdiendo en primera ronda del Abierto de Australia frente a Christopher O'Connell, y en el Abierto de Santiago frente al compatriota Tomás Barrios, y sumando una sola victoria ATP en la gira sudamericana, en el Abierto de Brasil, donde venció a Roberto Carballés y luego perdió con la joven promesa brasileña João Fonseca, de 17 años. Encontró mejores resultados en los ATP 250 de Estoril y Múnich. En el primero venció a Jurij Rodionov, Arthur Fils y Nuno Borges para alcanzar semifinales, donde fue superado por el número 10 del ránking Hubert Hurkacz, mientras que en el segundo doblegó a Dominik Koepfer, Alex Michelsen y al número 5 del mundo Alexander Zverev, para alcanzar las segundas semifinales consecutivas, donde finalmente fue derrotado por el número 15 del mundo Taylor Fritz.
No logra clasificarse al Masters 1000 de Roma ni a Roland Garros.
Logra clasificarse a Wimbledon 2024 dejando a su compatriota Tomás Barrios en el camino. En primera ronda enfrentó al ex pupilo de Marcelo Ríos, el adolescente chino Shang Juncheng, ante quien perdió en sets corridos.

### 2025: Fuera del Top 200, dos títulos Challenger
En abril desciende hasta el puesto 214, el peor en 7 años, sin embargo en mayo compite en el Challenger de Mauthausen y logra titularse campeón del certamen, luego de 4 años de sequía. En la final enfrentó a su compatriota Tomás Barrios. A la semana siguiente nuevamente se titula campeón en el Challenger de Oeiras derrotando a la final a Mitchell Krueger, logrando 10 victorias de forma consecutiva y escalando hasta el puesto 122 del ránking.

## Copa Davis
De momento lleva 13 nominaciones al Equipo de Copa Davis de Chile, habiendo jugado 21 partidos, saliendo victorioso en 10 (9 en individuales y 1 en dobles) y perdiendo 11 (10 en individuales y 1 en dobles).
- Debut: septiembre de 2012 contra Italia derrota ante Simone Bolelli por 4-6 y 3-6.

### 2012
En septiembre de 2012 es nominado por primera vez para representar a Chile por la repesca del Grupo Mundial, con 16 años y 3 meses, en la serie frente a Italia en Nápoles. Luego de que la serie quedase decidida tras los primeros cuatro puntos, Christian Garín, quien con 16 años y 119 días, se convirtió en el jugador más joven en representar a Chile por Copa Davis al ser elegido para disputar ese partido, quitándole así dicho récord a Nicolás Massú quien lo había hecho a los 16 años y 188 días. En dicho partido, Garín tuvo que enfrentar a Simone Bolelli, cayendo finalmente por 4-6 y 3-6.

### 2013
En abril de 2013 es nominado por segunda vez al equipo chileno de Copa Davis, para afrontar la serie ante Ecuador. Garín (691° en ese momento) disputaría el primer punto con la raqueta N°1 ecuatoriana Júlio César Campozano (131°), en un batallado partido. Garín lucharía hasta lo que más pudo, finalmente cayó en 5 sets por 4-6, 6-2, 4-6, 6-2 y 9-7 el quinto set tras 3 horas y 45 minutos de lucha sin tregua, la serie quedaba 1-0 a favor de Ecuador en Manta. en el tercer día, jugaba el cuarto punto ante Emilio Gómez en otro disputado partido, Garín volvería a ceder puntos en los games claves, quizás por la falta de experiencia. cayó por 4-6, 6-4, 3-6 y 61-7 y la cerraba la serie 3-1 a favor de los ecuatorianos.
En septiembre de 2013, es nominado por tercera vez al equipo chileno de Copa Davis, para afrontar la serie ante República Dominicana, el 13 de septiembre por el segundo punto de la serie Garín cayó ante Víctor Estrella top 100, por 7-5, 6-2 y 6-4, la serie quedaba 2-0 a favor de Dominicana y Chile quedaba a un paso de perder la categoría, finalmente en el dobles el equipo chileno perdió y descendía a la Zona Americana II. Garín jugó el cuarto y después de 4 derrotas seguidas consiguió su primer triunfo en el equipo chileno tras vencer a Peter Bertran por doble 7-5 en 1 hora y 35 minutos. cabe destacar que Garín fue el único chileno que ganó un punto en Santo Domingo.

### 2014
En 2014 es nominado por cuarta vez para disputar la serie ante Barbados en Bridgetown. el 31 de enero por el segundo punto Garín caería en otro gran partido ante la joven promesa local Darian King por 2-6, 7-6(2), 7-5 y 6-3 y la serie quedaba 1-1. en el dobles junto a Jorge Aguilar perderían ante King y Hadyin Lewis por 6-4, 3-6, 7-6 y 6-3. Finalmente los chilenos caerían por 2-3 y disputarían la Promoción de la Zona Americana ante Paraguay en abril.
En dicha serie, disputaría 2 partidos y ganando los 2, el primero fue por el segundo punto ante Gustavo Ramírez por 4-6, 6-3, 6-0 y 6-3 en 2 horas y 34 minutos y dejaba a Chile 2-0 arriba, ya cerrada la serie disputaría el quinto punto ante Juan Borba vapuleadolo por 6-2 y 6-1.

### 2015
En marzo de 2015 el equipo chileno empezaba su ruta en la Zona Americana II de 2015 ante Perú y el Tanque abriría la serie ante Duilio Beretta. En un maratónico partido, Garín absorbería la experiencia de las otras dolorosas derrotas que tuvo en el pasado y venció al peruano en cinco sets; 4-6, (3)6-7, 6-1, 7-6(2) y 10-8 en 4 horas y 32 minutos y le daba el primer punto a Chile en la serie. Finalmente el equipo capitaneado por Nicolás Massú vencería 5-0 en el Club Palestino.
A mediados de 2015 el desafío era México en el Coliseo La Tortuga de Talcahuano, en el primer día Garín venció a Tigre Hank por 6-4, 6-4 y 6-2 en tan solo 1 hora y 52 minutos, después disputaría el cuarto punto venciendo a Gerardo López Villaseñor por un contundente 6-2, 6-1. La serie la ganaría Chile por 5-0.
En septiembre del mismo año se disputaba la Final de la Zona Americana II 2015 donde los chilenos enfrentaban a Venezuela, el 19 de septiembre Christian junto a Hans Podlipnik en dobles sellarían el retorno nacional a la primera división americana tras vencer a Ricardo Rodríguez y Luis David Martínez por estrechos 7-6(0), 6-4 y 6-4 en 2 horas y 28 minutos.
Cabe mencionar que en 2015 Garín no perdió ningún partido por Chile.

### 2016
Chile empezaba en la Zona Americana I 2016 ante República Dominicana. cuando la serie iba 3-0, Garín salto a la cancha para humillar a Manuel Castellanos por 6-1 y 6-2.
En la serie ante Colombia, Garín se retiró de la serie por decidir priorizar su carrera (o sea Ranking ATP).
Ya volvió en septiembre al equipo chileno de Copa Davis para enfrentar a Canadá en Halifax por el Repechaje Grupo Mundial. Los chilenos fueron derrotados por un contundente 5-0 y Garín jugó dos individuales. El primero fue una derrota por 6-3, (5)6-7, 6-1 y 6-4 ante Frank Dancevic y a Garín se le rompió una racha de 7 partidos ganando con Chile, ya por el cuarto punto perdió ante el joven Denis Shapovalov por un apretado 7-6(5) y 6-4.

### 2017
En febrero empezaba la serie ante República Dominicana y Garín ganaría un punto para Chile, el segundo de la serie al derrotar a Roberto Cid por 5-7, 6-1, 6-2, 6-2 en 2 horas y 44 minutos dejando la serie 2-0 a favor de los chilenos, finalmente Chile ganaría 5-0.
En abril se disputaba la Final Zona I Americana 2017 en Medellín ante Colombia en "La Revancha" según muchos medios colombianos producto de lo ocurrido en Iquique.
Garín jugaría el segundo punto ante Eduardo Struvay, sólido triunfo por 6-3, 6-3 y 6-2 y dejaba la serie 1-1, después en el cuarto punto Christian debía ganarle a Santiago Giraldo (Tras la derrota de Podlipnik y Jarry en el dobles) para seguir con vida en la serie, y después de 4 horas y 10 minutos de lucha, Garín cedería ante la presión y la desconcentración (hostigamiento) provocada por la hinchada colombiana, al caer por (10)6-7, 6-3, 6-3, (7)6-7, 6-3, cabe destacar que en el quinto set estuvo 1-0 y 40-15 a favor pero se relajó y le quebraron.

### 2018
En abril Garín volvía al equipo chileno para enfrentarse a Argentina en la Final de la Zona Americana I en el Estadio Aldo Cantoni de San Juan, a 18 años de la última serie también conocida como La tarde de los Sillazos. tras el triunfo de Jarry en tres sets frente a Kicker Chile estaba 1-0 arriba en la serie por lo que si Garín ganaba este punto las opciones de vencer iban a ser muy altas para el equipo chileno, el 217° del Ranking ATP debía medirse ante el N°1 argentino Diego Schwartzman (15° del Ranking ATP), en el primer set Garín quebraría el saque de Schwartzman para 3-2 y rotura arriba causando la sorpresa en el Aldo Cantoni, pero después el argentino contra-quebraría y todo se igualaría hasta la muerte súbita donde Schwartzman ganó por 7-2. En el segundo set el argentino quebró el servicio del chileno quedando 2-1 arriba en el 2°set y con saque a favor, cuando se disponía para sacar para partido (5-4) Garín levantó tres match points y recuperó el quiebre dejando el set 5 iguales, el estadio parecía una caldera, todo nuevamente se definiría en la muerte súbita que esta vez cayó del lado del chileno y ganó por 7-2 llevando todo al tercer set, donde Christian acusaría el cansancio de las 2 horas de partido (inclusive siendo atendido por los médicos en un descanso) cedió dos saques y Schwartzman quedó 4-0 arriba, cuando nuevamente sacaba para partido, Garín sacó fuerzas de flaqueza y quebró, quedando 2-5 abajo, finalmente el argentino contra-quebraria de nuevo y ganaría por 7-6(2), (2)6-7 y 6-2 en 2 horas y 46 minutos donde a pesar del favoritismo por los 200 puestos de diferencia en el Ranking, Schwartzman debió jugar hasta el límite para vence a su rival e igualar la serie a 1.
Al día siguiente tras la victoria de Jarry y Podlipnik en el dobles y la derrota del primero ante Schwartzman en el cuarto, todo quedaba igualado 2-2 y se definía en el quinto punto donde El Tanque se medía ante Guido Pella (63° del mundo) en el primer set se le vio a Garín bastante nervioso perdiendo puntos fáciles y cediendo el primer set por 6-3 con un doble falta, en el 2° Set empezaría bien para el ariqueño quebrando de entrada el servicio del Bahiense y poniéndose 1-0, una ventaja que le duraría hasta el cuarto cuando Pella devuelve el quiebre y todo se iguala, después volvería a perder su servicio quedando 4-2 abajo y pendiendo de un hilo para seguir con vida en la serie, de inmediato al juego siguiente Garín recuperó su servicio quedando 3-4 abajo, cuando sacaba 5-6 salvo un punto de partido y por ende de serie para Argentina, enviando el 2° set a un tie-break, donde finalmente cayó por 7-3, y por 6-3 y 7-6(3) en el marcador, de esta manera Pella consiguió el tercer y definitivo punto para su país imponiéndose por 3-2, a pesar del favoristimo de Argentina, (debido al ranking teniendo ellos 7 Top 100 y Chile solo 1) Chile cayó por 3-2 y quedó a un punto de dar el golpe en San Juan.

### 2019
En la serie de repechaje para el grupo mundial ante Austria, Garín cayó en el primer partido de la serie ante Dennis Novak por 6-4 y 6-4. Esto acrecentó la mala racha del nacional que ha perdido en sus últimas cuatro presentaciones en Copa Davis. Al día siguiente, Garín se impuso a Jurij Rodionov en el último partido de la serie por 6-2 y 6-1. Con este resultado, Chile retornó al Grupo Mundial después de ocho años.
Garín fue convocado para las finales, a disputarse en Madrid, en noviembre. En esa edición, Chile se quedaría en la fase de grupos, tras las derrotas ante Argentina y Alemania. Ante Argentina, Garín cayó derrotado por Schwartzman por doble 6-2, y ante Alemania consiguió un triunfo ante Struff por 6-7, 7-6 y 7-6.

### 2021
Tras su ausencia de la fase clasificatoria en 2020 por lesión y posterior suspensión de actividades de la Copa Davis, Garín regresó a la competencia para el Grupo Mundial I, donde Chile fue el quinto cabeza de serie, siendo emparejado con Eslovaquia. Esta serie se disputó en Bratislava en septiembre, teniendo como resultado una victoria de los locales ante el equipo capitaneado por Nicolás Massú por 3-1. La participación de Garín se dio en el primer partido, con una victoria sobre Molčan por 6-2 y 6-4; y en el cuarto partido, en el que caería categóricamente ante un sólido Gomboš por 6-0 y 6-1. Este resultado obligó a Chile a jugar los Play-offs Grupo Mundial I de la Copa Davis 2022, a disputarse en marzo siguiente.

### 2023
Tras no ser convocado durante 2022 debido a lesiones en marzoy septiembre,Garín volvió a ser considerado para la serie ante Kazajistán, válida por la clasificatoria a la fase final en septiembre de 2023. Abrió la serie perdiendo sorpresivamente ante Skatov por 6-1 y 6-3; y también cerró la serie derrotando a Búblik por 6-4, 3-6 y 6-3, para el definitivo 3-1 final, dándole la clasificación a Chile.
Fue incluido en las finales de septiembre de ese año, donde participaría en la victoria sobre Suecia por 3-0, derrotando a Borg por 7-6, 3-6 y 7-5 en el primer punto. Posteriormente jugó el primer punto en la derrota por 3-0 ante la futura campeona, Italia, cayendo ante Arnaldi por 2-6, 6-4 y 6-3. No jugó en la serie ante Canadá por problemas físicos, instancia en que Chile quedaría eliminado tras caer por 2-1.

### 2024
Tras no ver actividad en la clasificatoria para las finales en febrero, el 11 de septiembre, Garín abrió la participación de Chile en el grupo C de las finales en la derrota por 3-0 ante Estados Unidos, cayendo ante Opelka por 6-3, 4-6 y 7-6. No jugó en la derrota 3-0 ante Alemania el 12 de septiembre. El 15 de septiembre, Garín abrió la serie ante Eslovaquia, derrotando a Gomboš (mismo rival ante el cual cayó en la edición 2021) por 2-6, 6-1 y 6-2; de esta manera, Chile se despidió de la Copa Davis con un triunfo, dada la derrota de Tabilo ante Kovalik por 6-4, 6-7 y 6-1; y la posterior victoria en dobles de Barrios Vera y Jarry ante Gomboš y Klein por 6-4, 6-7 y 7-6, para el 2-1 final.

### 2025
Fue el primer singlista ante el Equipo de Copa Davis de Bélgica. Derrotó en primera instancia a Alexander Blockx, posteriormente jugó contra el Número 1 de Bélgica Zizou Bergs en un disputado encuentro. En el 5-5 del tercer set, Bergs logra quebrar el servicio de Garín para quedar 6-5 y saque, por lo que celebra efusivamente golpeando con el hombro el rostro de Cristián. El árbitro solo le da un warning al belga, mientras que Garín, al estar mareado y golpeado en el rostro y ojo, rehúsa volver a jugar, y en consecuencia el árbitro lo descalifica perdiendo el encuentro. Está situación generó intensa controversia internacional y la Federación de Tenis de Chile envió una queja formal a la ITF para revertir el resultado del partido y que se juegue el quinto punto de la serie.

## Estilo de juego
Su máximo ídolo desde la infancia ha sido Fernando González. Otros referentes son Guillermo Coria, Carlos Moyá y Marat Safin. Es diestro con revés a dos manos. Garin basa su juego en el intercambio táctico de golpes de fondo, destacando su habilidad para contrataque con su derecha y un revés de swing corto que le permite realizar golpes cruzados planos y rasantes. Con el paso del tiempo ha mejorado el cierre de puntos en la red. Presenta desarrollo muscular, calza zapatillas Nikecourt Air Zoom Vapor Pro —que otorgan ligereza y transpirabilidad— y emplea desde 2019 una raqueta del modelo Head Graphene 360+ Radical MP con plomo en los costados y un patrón de encordado de 18x20, que lleva cuerdas Luxilon Original con un grosor de 1.3 milímetros, una tensión de 23 kilos y el antivibrador Luxilon Legacy Dampener. Ha sido elogiado por los alguna vez líderes en la Clasificación de la ATP individual: Rafael Nadal en 2016, Carlos Moyá en 2017, Andy Murray y Roger Federer en 2019, así como Daniil Medvédev y Gustavo Kuerten en 2021. En el Circuito de la ATP, tiene la paternidad sobre Pablo Cuevas (4-0), al enfrentarlo durante el epílogo de su carrera, y su bestia negra es Novak Djokovic (0-3), a quien no le ha ganado sets.

## Títulos ATP (5; 5+0)

### Individual (5)
| Leyenda              |
| Grand Slam (0)       |
| ATP Finals (0)       |
| ATP Masters 1000 (0) |
| ATP Tour 500 (1)     |
| ATP Tour 250 (4)     |

| N.º | Fecha                 | Torneo         | Superficie    | Oponente en la final | Resultado        |
| --- | --------------------- | -------------- | ------------- | -------------------- | ---------------- |
| 1.  | 14 de abril de 2019   | Houston        | Tierra batida | Casper Ruud          | 7-6(4), 4-6, 6-3 |
| 2.  | 5 de mayo de 2019     | Múnich         | Tierra batida | Matteo Berrettini    | 6-1, 3-6, 7-6(1) |
| 3.  | 9 de febrero de 2020  | Córdoba        | Tierra batida | Diego Schwartzman    | 2-6, 6-4, 6-0    |
| 4.  | 23 de febrero de 2020 | Río de Janeiro | Tierra batida | Gianluca Mager       | 7-6(3), 7-5      |
| 5.  | 14 de marzo de 2021   | Santiago       | Tierra batida | Facundo Bagnis       | 6-4, 6-7(3), 7-5 |

#### Finalista (1)
| N.º | Fecha              | Torneo    | Superficie        | Oponente en la final | Resultado |
| --- | ------------------ | --------- | ----------------- | -------------------- | --------- |
| 1.  | 3 de marzo de 2019 | São Paulo | Tierra batida (i) | Guido Pella          | 5-7, 3-6  |

## Clasificación histórica
| Torneo                      | 2012         | 2013         | 2014         | 2015         | 2016         | 2017         | 2018         | 2019         | 2020  | 2021  | 2022  | 2023         | 2024         | 2025    | Títulos | G–P   | Porcentaje |
| --------------------------- | ------------ | ------------ | ------------ | ------------ | ------------ | ------------ | ------------ | ------------ | ----- | ----- | ----- | ------------ | ------------ | ------- | ------- | ----- | ---------- |
| Torneos de Grand Slam       |              |              |              |              |              |              |              |              |       |       |       |              |              |         |         |       |            |
| Abierto de Australia        | A            | A            | A            | A            | A            | A            | A            | 1R           | 2R    | A     | 3R    | 1R           | 1R           | 2R      | 0 / 6   | 4-6   | 40%        |
| Roland Garros               | A            | A            | A            | Q1           | A            | Q1           | Q1           | 2R           | 3R    | 4R    | 3R    | A            | Q1           |         | 0 / 4   | 8-4   | 67%        |
| Wimbledon                   | A            | A            | A            | A            | A            | 1R           | 1R           | 1R           | ND    | 4R    | CF    | A            | 1R           | 2R      | 0 / 7   | 8-7   | 52%        |
| Abierto de Estados Unidos   | A            | A            | A            | A            | A            | Q2           | Q1           | 2R           | 2R    | 2R    | 2R    | Q1           | Q1           |         | 0 / 4   | 4-4   | 50%        |
| Ganado-Perdido              | 0-0          | 0-0          | 0-0          | 0-0          | 0-0          | 0-1          | 0-1          | 2-4          | 4-3   | 7-3   | 9-4   | 0-1          | 0-2          | 2-2     | 0 / 21  | 24-21 | 54%        |
| ATP World Tour Masters 1000 |              |              |              |              |              |              |              |              |       |       |       |              |              |         |         |       |            |
| Indian Wells                | A            | A            | A            | A            | A            | A            | A            | A            | ND    | 3R    | A     | 4R           | A            | 0 / 2   | 4-2     | 67%   |            |
| Miami                       | A            | A            | A            | A            | A            | A            | A            | Q1           | ND    | 2R    | 2R    | 3R           | Q1           | 0 / 3   | 2-3     | 40%   |            |
| Montecarlo                  | A            | A            | A            | A            | A            | A            | A            | A            | ND    | 3R    | A     | A            | A            | 0 / 1   | 2-1     | 67%   |            |
| Madrid                      | A            | A            | A            | A            | A            | A            | A            | A            | ND    | CF    | 2R    | 3R           | A            | 0 / 3   | 6-3     | 67%   |            |
| Roma                        | A            | A            | A            | A            | A            | A            | A            | A            | 1R    | 2R    | CF    | 3R           | Q1           | 0 / 4   | 6-4     | 60%   |            |
| Canadá                      | A            | A            | A            | A            | A            | A            | A            | 3R           | ND    | 2R    | A     | 1R           |              | 0 / 3   | 2-3     | 40%   |            |
| Cincinnati                  | A            | A            | A            | A            | A            | A            | A            | 1R           | 1R    | 1R    | A     | A            |              | 0 / 3   | 0-3     | 0%    |            |
| Shanghái                    | A            | A            | A            | A            | A            | A            | A            | 2R           | ND    | ND    | ND    | 2R           |              | 0 / 2   | 2-2     | 50%   |            |
| París                       | A            | A            | A            | A            | A            | A            | A            | CF           | A     | A     | A     | A            |              | 0 / 1   | 3-1     | 75%   |            |
| Ganado-Perdido              | 0-0          | 0-0          | 0-0          | 0-0          | 0-0          | 0-0          | 0-0          | 6-4          | 0-2   | 7-7   | 4-3   | 10-6         | 0-0          | 0 / 22  | 27-22   | 55%   |            |
| Representación nacional     |              |              |              |              |              |              |              |              |       |       |       |              |              |         |         |       |            |
| Copa Davis                  | PO           | Z1           | Z1           | Z2           | PO           | Z1           | Z1           | RR           | A     | GM1   | A     | RR           |              | 0 / 10  | 14-15   | 48%   |            |
| Copa ATP                    | No disputado | No disputado | No disputado | No disputado | No disputado | No disputado | No disputado | No disputado | RR    | A     | RR    | No disputado | No disputado | 0 / 2   | 1-5     | 16%   |            |
| Ganado-Perdido              | 0-1          | 1-3          | 2-1          | 3-0          | 1-2          | 2-1          | 0-2          | 2-2          | 0-3   | 1-1   | 1-2   | 2-2          |              | 0 / 12  | 15-20   | 43%   |            |
| Total G-P                   | 0-1          | 2-4          | 2-3          | 3-0          | 1-3          | 2-2          | 0-3          | 32-24        | 18-12 | 21-18 | 18-23 | 21-18        | 7-6          | 5 / 114 | 127-117 | 53%   |            |
| Porcentaje                  | 0%           | 33%          | 40%          | 100%         | 25%          | 50%          | 0%           | 57%          | 60%   | 54%   | 44%   | 53%          | 53%          |         |         |       |            |
| Ranking                     | 916.º        | 383.º        | 293.º        | 276.º        | 212.º        | 305.º        | 85.º         | 33.º         | 22.º  | 17.º  | 85.º  | 82.º         |              |         |         |       |            |

Actualizado al 20 de mayo de 2024

## Entrenadores
- Nota: Son mencionados los técnicos que hayan ejercido más de un mes y cuando Garín participó en torneos.

| Técnico               | Año(s)        |
| --------------------- | ------------- |
| Martín Rodríguez      | 2012-2014     |
| Jorge Aguilar         | 2014          |
| Javier Duarte         | 2015-2016     |
| Bartolomé Salvá-Vidal | 2016-2017     |
| Horacio Matta         | 2017-2018     |
| Andrés Schneiter      | 2018-2020     |
| Franco Davín          | 2021          |
| Jorge Aguilar         | 2021-2022     |
| Pepe Vendrell         | 2022-2023     |
| Andrés Schneiter      | 2023          |
| Gonzalo Lama          | 2024          |
| Kevin Konfederak      | 2024-presente |